# الحق العام في التجول

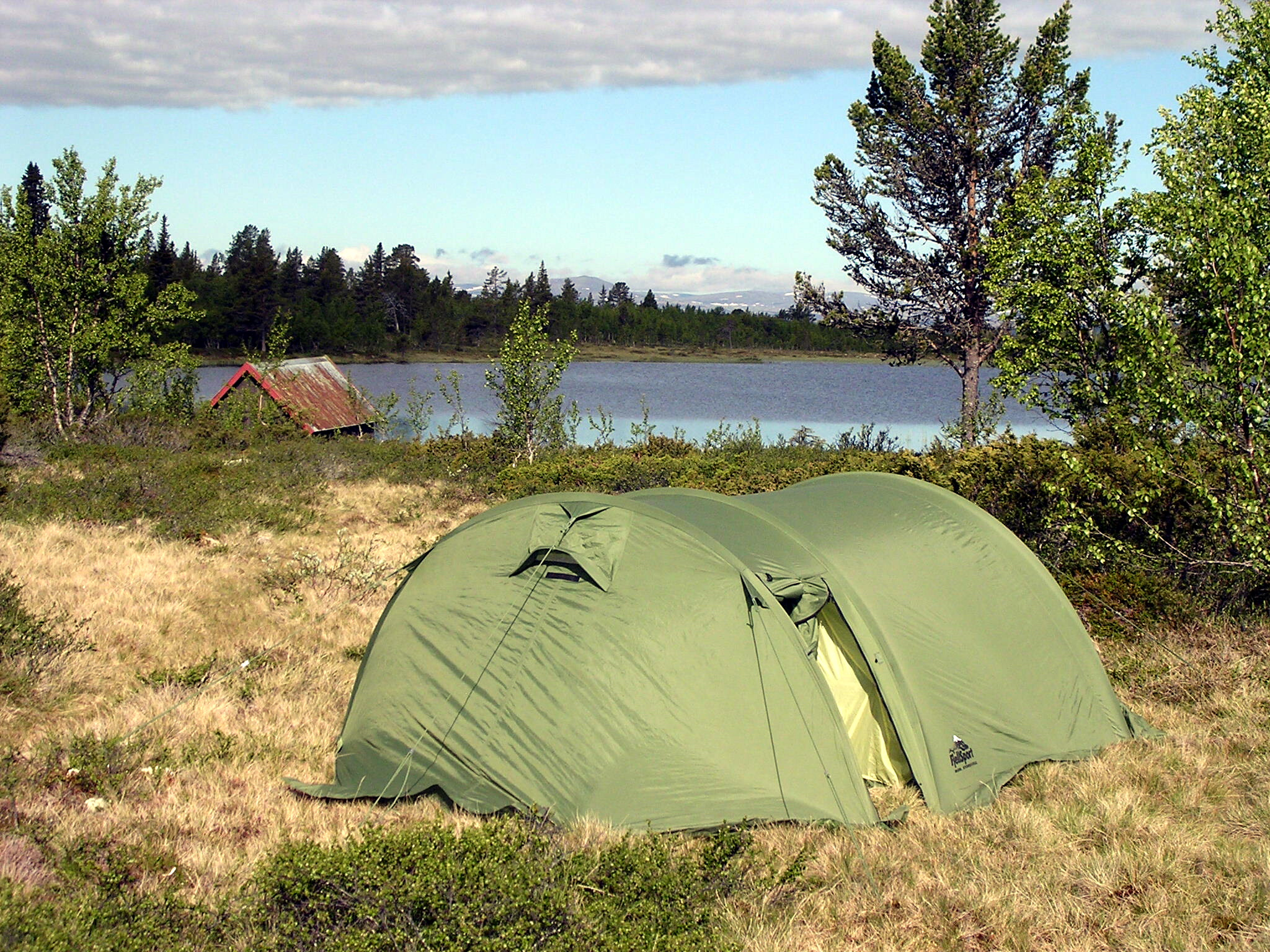

الحق العام في التجول هو حق لكل شخص في السفر والتجول والتنزه عبر الأراضي خاصة في المناطق الريفية، بما فيه الإقامة لفترات قصيرة وقطف الثمار البرية. ولكن يجب على المستفيدين من هذا الحق الحفاظ على الطبيعة والحيوانات وممتلكات الغير. يسري هذا القانون في السويد النرويج فلندا وايسلندا كما يسري في بعض المناطق منخفضة الكثافة السكانية في العالم. يختلف هذا القانون قليلاُ بين منطق وأخرى في العالم.

## حق التجول في بلدان الشمال الأوروبي

### الدنمارك
يعتبر الحق العام في التجول غير موجودًا بشكل عام، كما أن القانون الدنماركي صارم للغاية فيما يتعلق بالملكية الخاصة والاعتداء عليها فبالتالي لا يسري هذا الحق إلا على الطرق والمسارات العامة وأراضي الدولة والبلديات والمناطق التي يكون التخييم مسموح بها.

### فلندا
لا يوجد في فلندا قانون واضح ينطم الحق العام في التجول لكن هناك معلومات وتوضيحات وتوصيات تشمل هذا المصطلح، وطبعًا تشمل هذا الحق القوانين الناظمة المتعلقة بالبيئة. جزيرة آلاند لديها قوانين مماثلة أيضًا، ويفضل فيها الإستئذان من صاحب الأرض في حال قررت البقاء في أرضه لأكثر من ليلة.

### النروج
في عام 1957 سن القانون الناظم للتجوال في النروج والذي وضع المبادئ الرئيسية لحق التجول وقضاء الإجازة في الهواء الطلق، والذي منع بشكل عام التجول في المناطق المزروعة ولكنه حافظ على حق التخييم قطف الفطر والثمار البرية والتوت. بالنسبة لصيد الأسماك فهو مصرح به دون رسوم أو قيود على شواطئ البحار أما في البحيرات فيجب الحصول على رخصة من المالك.

## السويد: الحق العام في التجول Allemansrätten
الحق العام في التجول - ألليمانس رتن، يحق لجميع الناس في السويد الخروج إلى الطبيعة والتجول حتى في الأراضي ذات الملكية الخاصة وذلك لأغراض عديدة منها السفر قطف التوت البري والفطر التنزه.. إلخ. لكن هذه الحرية تلزم المرء بمسؤوليات كبيرة تتمحور حول مبدأي عدم الإزعاج وعدم الإتلاف.

### بإمكانك التجول سيرًا على الأقدام راكبًادراجة هوائيةأو على ظهور الخيل
بالطبع يحق لأي إنسان التجول في الطبيعة بالوسائل المذكورة لكن الأراضي الخاصة والمناطق المزروعة بالنباتات تعتبر من المناطق المحرمة (يدل مصطلح الأراضي الخاصة على المناطق الملاصقة للمنازل والتي يسبب استخدامها ازعاجًا للساكنين). كما يتوجب عليك إغلاق البوابات بعد عبورها خصوصًا عند عبور المراعي. كما يفترض تجنب ركوب الدراجات الهوائية على الأراضي الزراعية اللينة (الطرية) وتجنب ركوب الخيل على مسارات المشاة وركوب الدراجات.

### العربات والطرق الخصوصية
بالطبع فإن قيادة السيارات والدراجات النارية والعربات المجهزة بمحركات ممنوعة في الأراضي المكشوفة وهذا يشمل كافة الأراضي الطبيعية وكذلك مسارات العدو (الرياضة) والتجول.
كما يمنع في بعض الاحيان قيادة العربات على الطرق الخاصة أو الفردية في حال كانت هذه الطرق مزودة بشاخصات المنع.
ولكن بالطبع يسمح بالتجول سيرًا على الأقدام أو على دراجة هوائية على هذه الطرق الخاصة.

### الخيام والبيوت المتنقلة (كرفان)
بالطبع يسمح لك نصب الخيام ليوم أو لبضعة أيام في الطبيعة، ولكن إذا كان في نيتك البقاء لفترة أطول وخاصة إذا كانت منطقة التخييم على مقربة من منازل سكنية فيستحسن أن تطلب إذنًا من مالك الأرض.
عليك أن تطلب الإذن أيضًا إن قمت بركن الكرفان أو البيت المتنقل في طريق خصوصي أو فردي، كما لا يسمح لك بقيادة البيوت المتنقلة والكرفانات على المناطق غير المجهزة كالشواطئ وأراضي الحقول.

### في الماء
بإمكانك ركوب الزوارق والتوقف المؤقت والنزول إلى اليابسة والاستحمام والسباحة عند الشواطئ في كل المناطق فيما عدا الأماكن القريبة من المنازل.
مع ملاحظة وجود بعض المحميات التي يمنع التواجد فيها على سطح الماء أو اليابسة وبالطبع تكون هذه المناطق مزودة بشاخصات مخصصة للدلالة عليها.

## صيد الأسماك
يسمح للجميع بصيد الأسماك وبحرية ودون أي رسوم باستعمال: السنارة الطافية سنارة القذف وأدوات الصيد اليدوية على سواحل البحار والبحيرات الخمس الكبرى في السويد.
ولايشمل ذلك بالطبع صيد الاسماك بالشبكة أو صيد الاسماك تحت طبقات الجليد التي تتشكل على البحيرات في فصل الشتاء.
كما يحظر صيد أسماك السالمون عند سواحل منطقة نورلاند.
أما بالنسبة لباقي البحيرات والمناطق المائية الأخرى فيتطلب صيد الاسماك فيها الحصول على بطاقة صيد أو تصريح خاص.

## الكلاب والصيد
إن إلحاق الأذى بالحيوانات البرية أو ازعاجها هو ممنوع بحكم القانون، وأخلاقيًا يجب ترك أعشاش الحيوانات وأوكارها وصغارها بسلام.
لا يسمح طبعًا بترك الكلاب دون رباط في الطبيعة وخاصة خلال الفترة الواقعة بين 1 آذار مارس و20 آب أغسطس أي في الفترة التي التي ترعى فيها الحيوانات صغارها.

## إشعال النار
يسود في السويد حظر عام على اشعال النار في فصل الصيف، يسري هذا الحظر على كافة أنواع وأشكال النار ذات اللهب المفتوح وقد يطال الحظر أحيانًا المناطق المعدة في الأساس لإشعال النيران.
يسمح في حالات أخرى اشغال النار ولكن مع توخي الحذر التام والتأكد من إطفاء النار بشكل تام بعد الانتهاء منها.
يمنع بشكل تام اشعال النار في المناطق الجبلية لأن الحرارة ستؤدي إلى تشقق الصخور.

## قطف الثمار الفطر والورود
يسمح لأي إنسان بقطف الثمار البرية والفطر والورود التي لا يسري على قطافها حظر بسبب ندرتها، ولكن يمنع بشكل تام قطع الأشجار والشجيرات وكسر الأغصان أو العيدان أو قلع لحاء الأشجار.

## المناطق الطبيعية المحمية بحكم القانون
تسري قواعد خاصة بالنسبة للمناطق المحمية بحكم القانون مثل الحدائق الوطنية والمحميات الطبيعية بجيث تحد هذه القوانين من شمولية الحق العام.
كما يمكن أحيانًا أن تسري بعض القواعد المحلية (الأعراف) في مناطق التجول في الطبيعة.

## خذ فضلاتك معك
يمنع قطعيًا رمي الفضلات أو تركها في البرية بما في ذلك الزجاج المكسر العلب المعدنية الحاويات البلاستيكية وخيوط صيد الاسماك أو أي شكل آخر من أشكال الفضلات والتي تسبب إتلافًا للمناطق الطبيعية وتمنع الناس من التمتع بالمكان من جهة وتلحق الأذى بالحيوانات والطلبيعة من جهة أخرى.

## وصلات داخلية
- الحق العام